# Ratpenat de cua de beina d'Acates
El ratpenat de cua de beina d'Acates (Taphozous achates) és una espècie de ratpenat de la família dels embal·lonúrids que es troba a Indonèsia i Timor Oriental.

## Subespècies
- Taphozous achates achates
- Taphozous achates minor